# Хасбулаев, Магомедрасул Магомедалиевич
Магомедрасул Магомедалиевич Хасбулаев (род. 23 октября 1986, Махачкала, Дагестан СССР) — российский самбист и боец смешанных боевых искусств, бывший чемпион ACA в полулёгком весе. Ученик заслуженного тренера России Абдулманапа Нурмагомедова.

## Карьера в смешанных единоборствах

### Ранняя карьера
Хасбулаев дебютировал на профессиональном уровне в апреле 2009 года, тренировался под руководством двоюродного брата Шамиля Завурова. В 2010 году Магомедрасул вышел в финал турнира M-1 Global, где проиграл Шамилю Завурову удушающим приёмом в первом раунде. 5 марта 2011 года на турнире M-1 Challenge XXIII: Гришин против Гурама Хасбулаев встретился с Даниэлем Вайкелем, которому проиграл сабмишеном в первом раунде.

### Bellator
В июле 2012 года подписал контракт с Bellator Fighting Championship. В своем дебютном поединке в Северной Америке Хасбулаев встретился с Найебом Хезамом 12 октября 2012 года на Bellator 76. Он выиграл бой нокаутом в первом раунде. Уже менее чем через месяц вернулся в клетку, и выступил на турнире Bellator 79 2 ноября 2012 года, где победил Джоша Пулсифера удушением сзади в первом раунде. Следующим соперником Магомедрасула в рамках гран-при в полулйгком весе стал Фабрисиу Гуарейру 7 февраля 2013 года на Bellator 88. Он выиграл бой по удушению во втором раунде. Далее в полуфинале Хасбулаев встретился с Марлоном Сандро. После двух раундов полного доминирования он выиграл бой техническим нокаутом в третьем раунде, что позволило ему пройти в финал. В финале восьмого сезона гран-при легкого веса Bellator Хасбулаев встретился с Майком Ричманом 4 апреля 2013 года на Bellator 95. Этот бой он выиграл единогласным решением судей и получил право драться за титул чемпиона в полулегком весе в следующем году.
После множества проблем с визами Bellator расторг контракт со спортсменом.

### Absolute Championship Akhmat
26 марта 2021 года Хасбулаев встретился с бразильским бойцом Фелипе Фроесом на турнире ACA 120: Оливейра против Бибулатова, в бою за вакантный титул чемпиона ACA в полулегком весе. Доминировав на протяжении всего боя, наконец-то заставил соперника сдаться удущающим приёмом в четвертом раунде и стал чемпионом. Первую защиту титула ACA в полулегком весе Хасбулаев должен был провести против Рамазана Кишева 28 августа 2021 года на турнирее ACA 127. Однако 4 августа Хасбулаев выбыл из карда из-за травмы, и титульный бой был перенесен на турнир ACA 131: Абдулвакхабов против Диаса. Магомедрасул выиграл бой нокаутом в третьем раунду, тем самым проведя первую защиту титула. После того как Хасбулаев трижды снимался с боя против Алихана Сулейманова в 2022 году из-за травм, он был лишен титула .

## Достижения и титулы

### Смешанные единоборства
- ACA
  - Чемпион ACA в полулёгком весе[12] (одна защита)[13].
- Победитель гран при Bellator в полулёгком весе[14].

### Боевое самбо
- Чемпионат России по боевому самбо — ;
- Чемпионат Евразии по боевому самбо — ;
- Чемпионат мира по боевому самбо — [15][16].

## Статистика в ММА
| Боёв 42  | Побед 34 | Поражений 8 |
| -------- | -------- | ----------- |
| Нокаутом | 10       | 0           |
| Сдачей   | 16       | 4           |
| Решением | 8        | 4           |

| Результат | Рекорд | Соперник                          | Способ                                          | Турнир                                           | Дата             | Раунд | Время | Место                   | Примечание                                        |
| --------- | ------ | --------------------------------- | ----------------------------------------------- | ------------------------------------------------ | ---------------- | ----- | ----- | ----------------------- | ------------------------------------------------- |
| Победа    | 34-8   | Рамазан Кишев                     | Техническим нокаутом (удары)                    | ACA 131: Абдулвахабов - Диас                     | 5 ноября 2021    | 3     | 4:59  | Москва, Россия          | Защитил титул АСА в полулёгком весе               |
| Победа    | 33-8   | Фелипе Фроес                      | Сабмишном (удушение сзади)                      | ACA 120: Фроес - Хасбулаев                       | 26 марта 2021    | 4     | 1:02  | Санкт-Петербург, Россия | Завоевал титул АСА в полулёгком весе              |
| Победа    | 32-8   | Леван Макашвили                   | Решением (единогласным)                         | ACA 104: Гончаров - Вахаев                       | 21 февраля 2020  | 3     | 5:00  | Краснодар, Россия       |                                                   |
| Победа    | 31-8   | Алешандре Безерра                 | Нокаутом (удары)                                | ACA 100 Грозный                                  | 4 октября 2019   | 3     | 1:27  | Грозный, Россия         |                                                   |
| Победа    | 30-8   | Мухамед Коков                     | Решением (единогласным)                         | ACA 94 Krasnodar                                 | 30 марта 2019    | 3     | 5:00  | Краснодар, Россия       |                                                   |
| Победа    | 29-8   | Роберт Эмерсон                    | Сабмишном (удушение сзади)                      | WFCA 54 Dudaev vs. Taimanglo                     | 16 ноября 2018   | 2     | 1:57  | Бахрейн                 |                                                   |
| Поражение | 28-8   | Салман Жамалдаев                  | Решением (единогласным)                         | WFCA 48 Zhamaldaev vs. Khasbulaev 2              | 4 мая 2018       | 5     | 5:00  | Баку, Азербайджан       |                                                   |
| Победа    | 28-7   | Фернандо Дуарте                   | Сабмишном (удушение сзади)                      | WFCA 44 Grozny Battle                            | 17 декабря 2017  | 3     | 2:55  | Грозный, Россия         |                                                   |
| Победа    | 27-7   | Джихад Юнусов                     | Решением (единогласным)                         | WFCA 41 Grozny Battle                            | 24 августа 2017  | 3     | 5:00  | Грозный, Россия         |                                                   |
| Победа    | 26-7   | Дженайр да                        | Нокаутом (удар)                                 | WFCA 38 Grozny Battle                            | 21 мая 2017      | 2     | 4:00  | Грозный, Россия         |                                                   |
| Победа    | 25-7   | Фернандо Виейра                   | Техническим нокаутом (отказ от продолжения боя) | WFCA 33 Grozny Battle                            | 4 февраля 2017   | 3     | 1:57  | Грозный, Россия         |                                                   |
| Поражение | 24-7   | Салман Жамалдаев                  | Решением (единогласным)                         | WFCA 30 2016 WFC Akhmat Grand Prix Final         | 4 октября 2016   | 5     | 5:00  | Грозный, Россия         |                                                   |
| Победа    | 24-6   | Хункар Осмаев                     | Решением (единогласным)                         | WFCA 22 - Grand Prix Akhmat                      | 22 мая 2016      | 3     | 5:00  | Грозный, Россия         |                                                   |
| Победа    | 23-6   | Курт Холобау                      | Решением (единогласным)                         | WFCA 16 Grand Prix Akhmat                        | 12 марта 2016    | 3     | 5:00  | Грозный, Россия         |                                                   |
| Поражение | 22-6   | Эдуард Вартанян                   | Решением (единогласным)                         | ACB 27 - Dushanbe                                | 20 декабря 2015  | 3     | 5:00  | Душанбе, Таджикистан    |                                                   |
| Победа    | 22-5   | Антонио Мэгно                     | Сабмишном (удушение сзади)                      | ACB 22 - St. Petersburg                          | 12 сентября 2015 | 1     | 1:39  | Санкт-Петербург, Россия |                                                   |
| Победа    | 21-5   | Майк Ричмен                       | Решением (единогласным)                         | Bellator MMA - Bellator 95                       | 4 апреля 2013    | 3     | 5:00  | Атлантик-Сити, США      | Финал гран-при Bellator в полулёгком весе         |
| Победа    | 20-5   | Марлон Сандро                     | Техническим нокаутом (удары)                    | Bellator MMA - Bellator 92                       | 7 марта 2013     | 3     | 2:38  | Темекьюла, США          | Полуфинал гран-при Bellator в полулёгком весе     |
| Победа    | 19-5   | Фабрисио де Ассис Коста да Сильва | Сабмишном (удушение ручным треугольником)       | Bellator MMA - Bellator 88                       | 7 февраля 2013   | 2     | 1:15  | Джорджия, США           | Четвертьфинал гран-при Bellator в полулёгком весе |
| Победа    | 18-5   | Джош Палсифер                     | Сабмишном (удушение сзади)                      | BFC - Bellator Fighting Championships 79         | 2 ноября 2012    | 1     | 3:30  | Онтарио, Канада         |                                                   |
| Победа    | 17-5   | Наиб Незам                        | Техническим нокаутом (удары)                    | BFC - Bellator Fighting Championships 76         | 12 октября 2012  | 1     | 0:24  | Уинсор, Канада          |                                                   |
| Победа    | 16-5   | Алексей Назаров                   | Решением (единогласным)                         | League S-70 - Russian Championship Finals        | 11 августа 2012  | 3     | 5:00  | Сочи, Россия            |                                                   |
| Победа    | 15-5   | Али Багов                         | Нокаутом (удар)                                 | League S-70 - Russian Championship Semifinals    | 25 мая 2012      | 2     | 1:57  | Москва, Россия          |                                                   |
| Победа    | 14-5   | Сергей Андреев                    | Техническим нокаутом (удары)                    | League S-70 - Russian Championship First Round   | 22 декабря 2011  | 1     | 2:20  | Волгоград, Россия       |                                                   |
| Победа    | 13-5   | Магомед Джавадханов               | Сабмишном (скручивание пятки)                   | ProFC - Battle in the Caucasus                   | 22 октября 2011  | 1     | 1:14  | Хасавюрт, Россия        |                                                   |
| Поражение | 12-5   | Даниэль Вайхель                   | Техническим сабмишном (удушение треугольником)  | M-1 Challenge 23 - Guram vs. Grishin             | 5 марта 2011     | 1     | 3:26  | Москва, Россия          |                                                   |
| Победа    | 12-4   | Кшиштоф Вольский                  | Сабмишном (скручивание пятки)                   | Fight on the East - Poland vs. Ukraine           | 23 января 2011   | 1     | 2:02  | Жешув, Польша           |                                                   |
| Победа    | 11-4   | Якуб Тангиев                      | Техническим нокаутом (удары)                    | ProFC - Union Nation Cup 10                      | 21 ноября 2010   | 1     | 4:20  | Ереван, Армения         |                                                   |
| Победа    | 10-4   | Ярослав Франчук                   | Техническим нокаутом (удары)                    | M-1 Selection Ukraine 2010 - Round 6             | 6 ноября 2010    | 1     | 4:47  | Киев, Украина           |                                                   |
| Поражение | 9-4    | Иван Бухингер                     | Сабмишном (удушение сзади)                      | HG - Heroes Gate 2                               | 21 октября 2010  | 2     | 4:09  | Прага, Чехия            |                                                   |
| Победа    | 9-3    | Сергей Гречка                     | Сабмишном (удушение сзади)                      | M-1 Global - M-1 Ukraine Battle of Lions         | 1 октября 2010   | 1     | 3:30  | Львов, Украина          |                                                   |
| Победа    | 8-3    | Кирилл Крикунов                   | Сабмишном (рычаг локтя)                         | M-1 Selection Ukraine 2010 - Clash of the Titans | 18 сентября 2010 | 1     | 5:00  | Киев, Украина           |                                                   |
| Победа    | 7-3    | Кирилл Крикунов                   | Сабмишном (удушение треугольником)              | M-1 Global - Battle on the Neva 4                | 19 августа 2010  | 1     | 2:13  | Санкт-Петербург, Россия |                                                   |
| Поражение | 6-3    | Шамиль Завуров                    | Сабмишном (удушение сзади)                      | M-1 Selection 2010 - Eastern Europe Finals       | 22 июля 2010     | 1     | 3:16  | Москва, Россия          |                                                   |
| Победа    | 6-2    | Радик Ибоян                       | Сабмишном (рычаг локтя)                         | M-1 Selection 2010 - Eastern Europe Round 3      | 28 мая 2010      | 1     | 1:50  | Киев, Украина           |                                                   |
| Победа    | 5-2    | Рашид Магомедов                   | Решением (раздельным)                           | M-1 Selection 2010 - Eastern Europe Round 2      | 10 апреля 2010   | 3     | 5:00  | Киев, Украина           |                                                   |
| Победа    | 4-2    | Владимир Папуша                   | Сабмишном (скручивание пятки)                   | ProFC - Union Nation Cup 5                       | 13 февраля 2010  | 1     | 2:03  | Нальчик, Россия         |                                                   |
| Поражение | 3-2    | Давид Хачатрян                    | Сабмишном (удушение сзади)                      | ProFC - Union Nation Cup 3                       | 30 октября 2009  | 2     | 2:30  | Ростов-на-Дону, Россия  |                                                   |
| Победа    | 3-1    | Гаджи Джангишиев                  | Сабмишном                                       | M-1 Challenge - 2009 Selections 7                | 3 октября 2009   | 1     | 0:00  | Москва, Россия          |                                                   |
| Поражение | 2-1    | Рашид Магомедов                   | Решением (единогласным)                         | M-1 Challenge - 2009 Selections 5                | 22 июля 2009     | 3     | 5:00  | Санкт-Петербург, Россия |                                                   |
| Победа    | 2-0    | Рамзан Алгериев                   | Сабмишном (замок ступни)                        | PSFDC Pancration SFD Championship 2              | 11 июня 2009     | 1     | 3:15  | Черкесск, Россия        |                                                   |
| Победа    | 1-0    | Юсуп Магомедов                    | Сабмишном (рычаг локтя)                         | PSFDC - Pancration SFD Championship 1            | 10 апреля 2009   | 1     | 3:15  | Черкесск, Россия        |                                                   |